# Gråal
Gråalen (Alnus incana) (vital) är ett tidigt blommande hängeträd och tillhör alsläktet. Den är en av de två vanliga alarna i Sverige; den andra är klibbalen. I stora delar av Götaland kallades den i äldre tid och även in i nutid arre.

## Historik
Gråalen invandrade från Finland omkring 3.000 f.Kr., ungefär samtidigt som granen kom från samma håll. Den spred sig mot fjällkedjan till skogsgränsen och i fjällskogsbältet har den fortfarande sin västligaste utbredning. I norra Svealand mötte gråalen sin släkting, klibbalen och gråalen har idag sin huvudsakliga sydliga utbredning ungefär dit.
Gråalen är idag Gästriklands landskapsträd.

## Beskrivning
Gråalen är ett mindre träd (dock i planteringar någon gång mycket storväxt) med slät, vitgrå bark och gråaktiga och håriga bladundersidor. Bladskivan är äggrund och tillspetsad. Blomningen inträffar något tidigare än hos klibbalen.
Större exemplar är vanligen 15 till 20 meter höga.
Inte bara hanhängena övervintrar utan skyddsblad (som hos hassel och björk) utan även honaxen. Innanför hanhängets skärmblad sitter 4 förblad och 3 blommor med tydlig, 4-bladig kalk; inom honaxets skärmblad sitter 4 förblad och 2 blommor, som består av endast en pistill (jämför med hasseln och björken!). I motsats till björkarna får alsläktet förvedad fruktställning, eller "kotte" med kvarsittande fjäll, som till följd av sin uppkomst är mer eller mindre tydligt 5-flikiga. Nöten saknar hinnkanter. Alarna skiljer sig från våra övriga träd genom sina skaftade knoppar.

## Utbredning
Gråalens huvudområde i Sverige är de lägre fjälltrakterna, där den på stränder och annan fuktig mark bildar stora bestånd och täta snår i sällskap med fjällbjörk och stora viden. Den förekommer dessutom ibland i rikliga och täta bestånd i väl genomvattnade områden på Småländska höglandet och även sparsamt ned i söder, ända till sydöstra Skåne.
I Europa förekommer arten främst i Fennoskandia, i centraleuropeiska bergstrakter och i Kaukasus. Gråalen når på kontinenten fram till nordvästra Ryssland samt till lägre delar av östra Europa (andra stater än Ryssland). Små och ofta glest fördelade bestånd hittas även i västeuropeiska stater.
Arten växer även i nästan hela östra Kanada och den når fram till Alberta, British Columbia och Yukon. Den nordamerikanska populationen sträcker sig därifrån fram till delstaterna kring de Stora sjöarna i USA. Gråalen växer dessutom med flera från varandra skilda populationer i bergstrakter i delstaterna Iowa, West Virginia, Maryland och Virginia.
I bergstrakter når gråalen 1800 meter över havet.

### Hybrider
I mellersta Skandinavien och Finland finns också andra alar, som sannolikt är hybrider mellan klibbal (A. glutinosa) och gråal. De går under det vetenskapliga namnet (Alnus × pubescens Tausch). Hybriden finns i vida trakter av Norrland och Lappland, där åtminstone klibbalen inte finns numera. Man kan därför anta att klibbalen, som är mindre härdig, förr haft större utbredning mot norr, men dragit sig tillbaka av klimatologiska skäl, vilka däremot ej haft något inflytande på den härdigare hybriden.

## Underarter
Arten har stort utbredningsområde och tre underarter kan urskiljas:
- subsp. incana - norra Europa till nordvästra Asien, Europas bergsområden, samt Kaukasus.
- Hasselal (subsp. rugosa) - från nordöstra Nordamerika.
- subsp. tenuifolia - från nordvästra Nordamerika (ingår enligt IUCN inte i arten Alnus incana och organisationen fastslog inget hotstatus för populationen[1])

Tidigare räknades lappal (A. kolaensis) som en underart, men upptas här som självständig art.
I östra Nordamerika växer med Alnus serrulata en annan art av samma släkte som i tidiga avhandlingar blev förväxlad med underarten Alnus incana rugosa.

## Status
Klimatförändringar kan medföra att flera områden där gråalen växer blir torrare så att de är olämpliga som habitat i framtiden. Liksom flera andra arter av alsläktet kan arten drabbas av en sjukdom som liknar potatisbladmögel men som orsakas av Phytophthora alni. Gråalen är däremot uthärdligare mot sjukdomen än andra alar. Arten har ett stort utbredningsområde och den är vanligt förekommande. IUCN listar gråalen som livskraftig (LC).

## Bygdemål
| Namn       | Trakt                                      | Förklaring                            | Referens |
| ---------- | ------------------------------------------ | ------------------------------------- | -------- |
| Alder      | Hälsingland                                |                                       | [ 6 ]    |
| Aldr       | Västerbotten                               |                                       | [ 6 ]    |
| Arder      | Hälsingland Medelpad Värmland Ångermanland | Närmare bestämt Långsele              | [ 6 ]    |
| Arre       | Halland Småland Västergötland Östergötland |                                       | [ 3 ]    |
| Auler Oldr | Västerbotten                               |                                       | [ 6 ]    |
| Albåska    | Österbotten                                | Albuske Slag av al ej närmare bestämt | [ 6 ]    |
| Alikämbl   | Österbotten                                | Alknopp Slag av al ej närmare bestämt | [ 6 ]    |